# 神武 (漫画)
『神武』（じんむ）は、安彦良和による全編描き下ろしの漫画作品。副題は『古事記巻之二』で、前作『ナムジ』の登場人物も多く再登場する。
八咫烏のモデルとされるツノミ（賀茂建角身命）を主人公とし、仮説や創作をふんだんに取り込んで神武天皇の東征を描く歴史作品。というが付けられており、『ナムジ』に始まる記紀神話（日本神話）の人物を題材とする連作に位置づけられている。

## 出版
1992年から1995年に、徳間書店より書下ろし単行本（全5巻）で刊行された。
新版は各・全4巻で、中央公論新社は中公文庫コミック（1997年）と、コンビニコミック（2003年 - 2004年）の簡易装丁版が、角川書店は角川コミックス・エース（2013年）で再刊された。

## あらすじ

### 第一部
三世紀初頭。ナムジとその家族が沖ノ島に隠栖して十数年後。倭国の覇権を巡る情勢は邪馬台国が優位を得て、出雲を追い詰めるに至る。タケミカヅチ率いる邪馬台軍はナムジの末子ツヌヒコを出雲王に擁立すべく、大挙して沖ノ島に押し寄せる。家族の引き渡しを強要されたナムジは求めに応じるが、自らは海中に没して現し世を去る。
父を失った上、幼馴染みを殺されたナムジの息子ツノミは密かに邪馬台への復讐を誓う。
やがて邪馬台軍の猛攻で出雲は降伏し、ここに国譲りが成る。ナムジの妻子は王となったツヌヒコと共に出雲で庇護を受けるが、反抗的なツノミは両陣営から不穏分子として命を狙われ、巻向にある伯父ニギハヤヒ(オオドシ)の元へ身を寄せる。

### 第二部
オオドシの後見で成長したツノミは宇陀のツチグモ族を服属させるなど国作りに貢献する。やがて、巻向を訪れたもう一人の伯父イタケルから邪馬台の話を聞き、興味を抱いたツノミは共に日向の地に赴く。出雲平定後の邪馬台国は隣国熊襲との関係が悪化し、一触即発の情勢となっていた。熊襲に協力して邪馬台国と戦おうとするツノミだったが、戦場に現れたヒミコの孫イワレヒコの姿を見て、その前に跪く。

### 第三部
イワレヒコに仕えるようになり数年後、ツノミは夢の啓示で妹テルヒメの夫ワカヒコに危機が迫っている事を知る。十数年ぶりに出雲に帰還したツノミだったが、ワカヒコは既に殺害されており、その黒幕であるサルタヒコを斬って敵を討つ。
時を同じくして弟ツヌヒコが死に、出雲との縁が切れた事を悟ったツノミはかつて父ナムジが治めていた杵築の遺民を率いて大和に戻る。死期の迫ったオオドシはツノミに領地を与えて崩御する。程なくしてオオドシの後継者ミトシの縁談が持ち上がり、ツノミはその相手としてイワレヒコを推挙するが、ミトシの伯父ナガスネの猛反発を受ける。

### 第四部
婚姻を実現させるべく日向を再訪したツノミだったが、イワレヒコは既に熊襲の姫を妻に迎え、娘が産まれた直後だった。計画はヒミコらの同意を得る所となったものの、イワレヒコ夫婦は引き裂かれる事になり、ツノミも姫が報復に差し向けた刺客によって長年の従者タニグクを失った。傷心を抱えて大和に帰還したツノミは追い討ちを受けるようにナガスネに捕らわれ、牢獄に幽閉される。
程なくしてイワレヒコも長兄イツセ率いる船団に守られつつ日向を発ち東国へ向かう。オオドシの息子ウマシマチらをはじめとする巻向の一族はナガスネの説得を試みるものの頑として応じず、遂には軍勢を率いて国境いを固め、侵略者を迎え撃つ構えを見せる。
痺れを切らしたイツセは大和入りを強行するが、ナガスネの軍と戦闘に陥り、日向の一団は甚大な被害を受けて南へと逃れる。
同じ頃、ミトシの手引きで脱出したツノミも弟ウカシの導きで宇陀の山中に身を隠し、イワレヒコを捜索する。イワレヒコら日向の生き残りは紀の国の奥深く分け入り、熊野の地でツノミと再会を果たす。

### 第五部
イワレヒコは弟ウカシの協力で宇陀を通り大和を目指す。土蜘蛛族の首長兄ウカシは表向き協力を装い皇子を殺そうと目論むが、弟ウカシの手で討たれる。
日向勢が大和に入った事を知ったナガスネは尚も抗戦しようとするが、ウマシマチの手で討たれる。ナガスネは瀕死となるものの、イワレヒコの意向で命は助けられる。王子の器を認めたアビヒコは国を明け渡し、弟を伴って東国へと去る。紆余曲折を経てミトシとの婚姻が成り、イワレヒコは大和の王に即位、ここに大和王権が産声を上げた。
数年後、イワレヒコによる統治は安定していたかに思われたが、ミトシは秘めていたツノミへの恋情を捨てきれずにいた。夫不在の間に来訪したツノミに対し、ミトシは想いを遂げさせて欲しいと求める。不本意な婚姻を進めた責任を感じていたツノミはやむ無く応えようとするが、折悪く帰還したイワレヒコに目撃され、大事となる。一時は死を覚悟するツノミだったが、イワレヒコはそれまでの働きに報いてツノミを許し、二人が結ばれる事を認める。
同じ頃、邪馬台国のヒミコは衰弱して床に臥していた。イワレヒコの娘台与を見たヒミコは狂乱の末息絶える。周囲を熊襲に囲まれた邪馬台国は不穏な未来を暗示される。
更に数年後、ツノミとミトシの間には息子が生まれ、ツノミは沖ノ島以来の穏やかな日々を送る。だが不和が生じるのを危惧したウマシマチらは刺客にツノミを襲撃させる。
深手を負ったツノミはイセポによって死期が来たことを知り、甘んじてそれを受け入れる。
ナムジとツノミの親子二代による国作りは大和という倭州全土を統べる大国への布石となって結実し、物語は幕を閉じる。

## 登場人物
記紀の記述との関連、および仮説や創作と考えられる点についても記述する。

### 沖ノ島
ツノミ - 賀茂建角身命
ナムジとタギリの長男。長い島暮らしや日向での生活でカラスのように黒く日焼けしたという描写になっており、八咫烏のモデルであることを示唆している。一方で、アヂスキタカヒコネ等もモデルの一人。
ツヌヒコ - 事代主
ツノミの同母弟。スサノオの正統な後継者として、邪馬台の属国となった出雲の王に据えられる。自らは言葉を発しないが、オオドシの言葉をツノミに伝える。『記紀』ではカムヤタテヒメの息子となっているが、本編ではタギリの息子である。
テルヒメ
ツノミの同母妹。兄に瓜二つのワカヒコと結婚する。
ナムジ
かつての出雲の国主。邪馬台と出雲の双方と関わりを絶ち、島を守り続けてきたが、邪馬台の大軍の前に降伏。自身は入水して命を絶つ。
タニグク
倭人。少年の頃よりナムジに仕え、続きツノミにも仕える。タニグクはカエルの意味であり、大国主の国づくり説話にあるヒキガエルから創作されたキャラクターと考えられる。

### 日向
イワレヒコ - 神武天皇
クマノクスヒの末子で、ヒミコの孫という描写がされている。政略結婚によって大和へと向かうが、これを神武東征にあたる旅程としてストーリーが展開される。
ヒミコ
邪馬台国の女王。ツノミの祖母にして最大の敵として描かれる。長年の抗争の末に出雲を征服し、亡きスサノオの野望であった倭州統一に向けて邁進するが、老いと共に権力に妄執し、精神的にも不安定になっていく。
倭人伝に書かれた通り、魏に使者を派遣する様子も書かれる。
クマノクスヒ - ウガヤフキアエズ
『記紀』ではニニギの孫だが、本編ではヒミコの息子であり、ニニギとは兄弟関係になっている。曽於族のタマヨリビメと政略結婚し、イワレヒコをもうける。

### 纒向
オオドシ
スサノオの三男で三輪山一帯の王。ナムジの死を聞き、その志と血筋を守るためツノミを呼び寄せ養育する。
老齢のため病に伏しがちになっており、後に崩御する。
ミトシ - ヒメタタライスズヒメ
オオドシの末娘で、大和の後継者としてイワレヒコと政略結婚させられるが、実はツノミを好いているという設定である。
ナガスネヒコ
秦の技術を受け継ぐ大和の将軍。政略結婚によって大和が日向に併呑されると反対し、イワレヒコ一行を大阪湾で迎え撃つ。
タカクラジ、ウマシマチ
オオドシの息子でミトシの兄。記紀ではニギハヤヒがナガスネヒコを制し大和の政権を神武天皇に譲るが、本編では彼らによってなされる。

### 出雲国
スセリ
ナムジの元妻。夫が邪馬台に捕らわれて以降出雲の支配者となるが、降伏と共に隠居する。
自分の元を去ったナムジを恨めしく思う一方で愛し続けてもいたことが示されている。
イタケル
スサノオの次男でオオドシ、スセリの兄。出雲軍の大将として邪馬台国との戦を指揮していたが、父の死を気に戦意を失い出奔。以後は『記紀』に書かれたように大陸から持ち帰った種子を植えて諸国を回っている。
日向の地でイワレヒコに出会い、後にツノミと引き合わせる。
イワサカ
スサノオの五男。ナムジを戦場で見捨てた負い目から酒浸りとなり、自らを一族の面汚しと自嘲しているが、ツノミの姿にナムジの面影を見出だし、罪滅ぼしの思いから野掛けで刺客に命を狙われた所を助ける。
サルタヒコ
出雲の土着倭人の長老。
『記紀』で天孫降臨を助けた説話から、スサノオらフツ族による支配体制に積年の恨みを抱き、それを終わらせた邪馬台国におもねる姿が描かれる。
また、ナムジの事もスサノオに取り入って成り上がろうとした小悪党と侮蔑している。
フツの民と友好的に接し、国を富ませようとするワカヒコを邪馬台国の出雲支配を脅かす不穏分子として謀殺するが、真相を知ったツノミに殺害される。

## 関連作品
- 『蚤の王』 - 『記紀』の人物を題材とした連作の1つ。
- 『ヤマトタケル』

## 備考
『ナムジ』『神武』におけるニギハヤヒと大物主が同一であるという設定は、市井の古代史研究者である原田常治著『古代日本正史』の珍奇な説の影響を受けているという。